# 比亚迪元Plus
比亚迪元PLUS是比亚迪汽车生产的一款纯电动紧凑型跨界SUV（C级）。属于比亚迪元系列的一部分，以元朝命名，
元Plus于2022年2月在中国大陆发布。对于许多海外市场来说，该车是比亚迪首款电动汽车车型。

## 概述
元Plus在海外以“Atto 3”的名义销售，是比亚迪元系列中最大的一款车型。与之前的元不同，元Plus是纯电动汽车，占据了C级紧凑型跨界车（中国为A级）的市场空间。
元Plus于2021年8月在成都车展上首次亮相，并于2022年1月在中国开放预购后于2022年2月正式发布。在发布会上，比亚迪还宣布了其海外市场名称Atto 3，并承诺将专门为右驾市场设立一条生产线。
元Plus基于比亚迪的全电动e-Platform 3.0，不同于王朝系列中由内燃机和插电式混合动力平台改装而来的老款车型。它采用麦弗逊悬架和多连杆独立悬挂后悬架。
元Plus的内部设计灵感来自于健身文化，其美感类似于跑步机、拳击台、哑铃和肌肉纤维等运动器材。中央12.8英寸（可选更大的15.6英寸）车载娱乐系统基于Android，并且屏幕可以在纵向和横向之间旋转。行李箱空间为440公升（16立方英尺），如果后排座椅折叠，则为1,338公升（47.3立方英尺）。

2023年9月15日，比亚迪在合肥工厂生产了第50万辆元Plus，这距离其推出19个月后，生产的车辆中有22%用于出口。
比亚迪于2024年1月开始在全球市场推出2024款车型。车尾的“Build Your Dreams”徽章被新的比亚迪徽标取代，部分市场开始采用更大的15.6英寸信息娱乐系统，取代之前的12.8英寸。其他变化包括新的前比亚迪徽标，以及黑色C柱装饰取代银色。黑色外漆选项和蓝黑色内饰颜色选项也已推出。

2025年1月，比亚迪面向全球市场推出2025款Atto 3。显著变化包括新的车轮设计和新的内饰配色方案（例如灰色）。在澳大利亚，2025 Atto 3的最大无制动牵引力也增加了50（110磅）至750（1,653磅）。

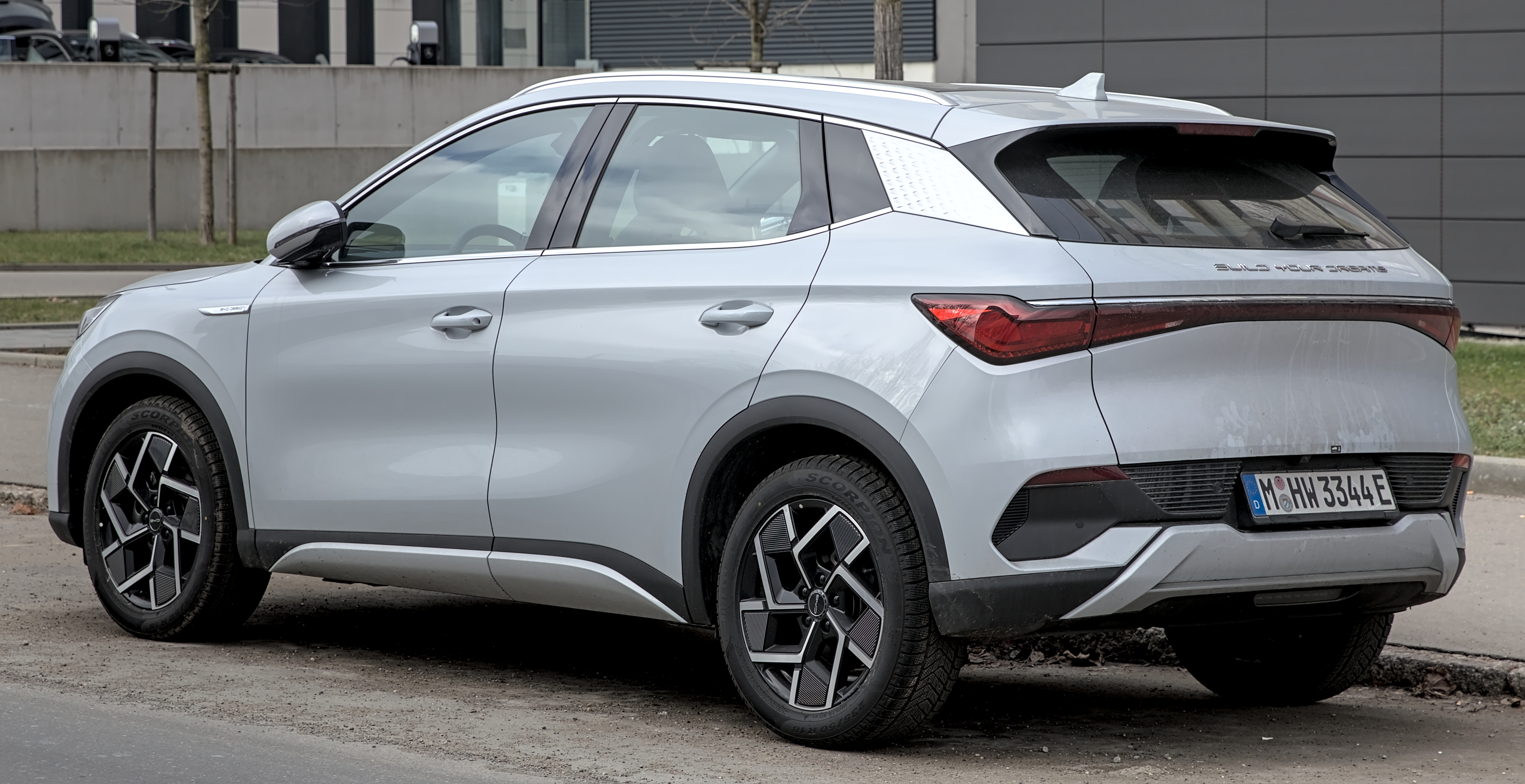
后视图
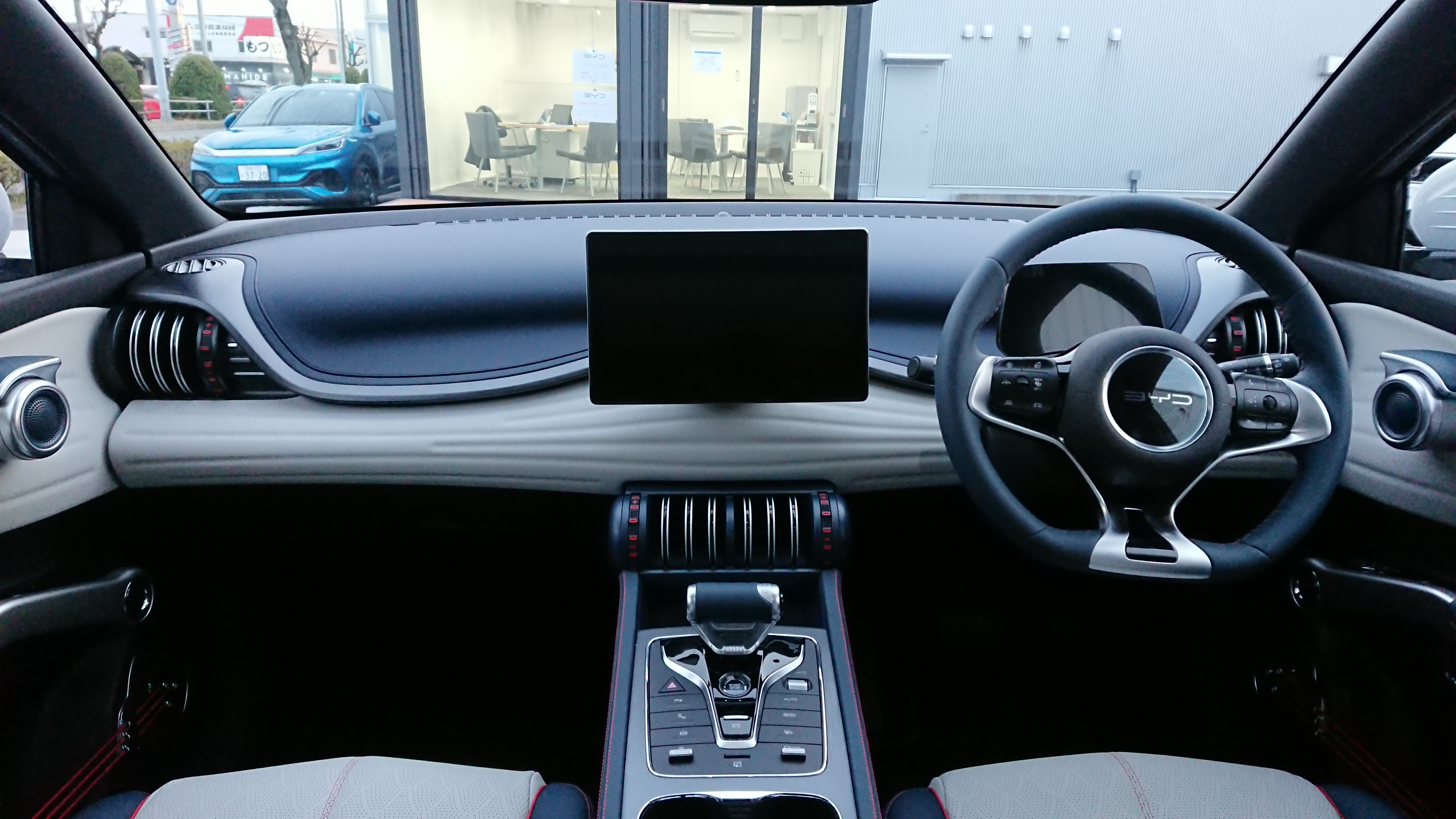
内饰
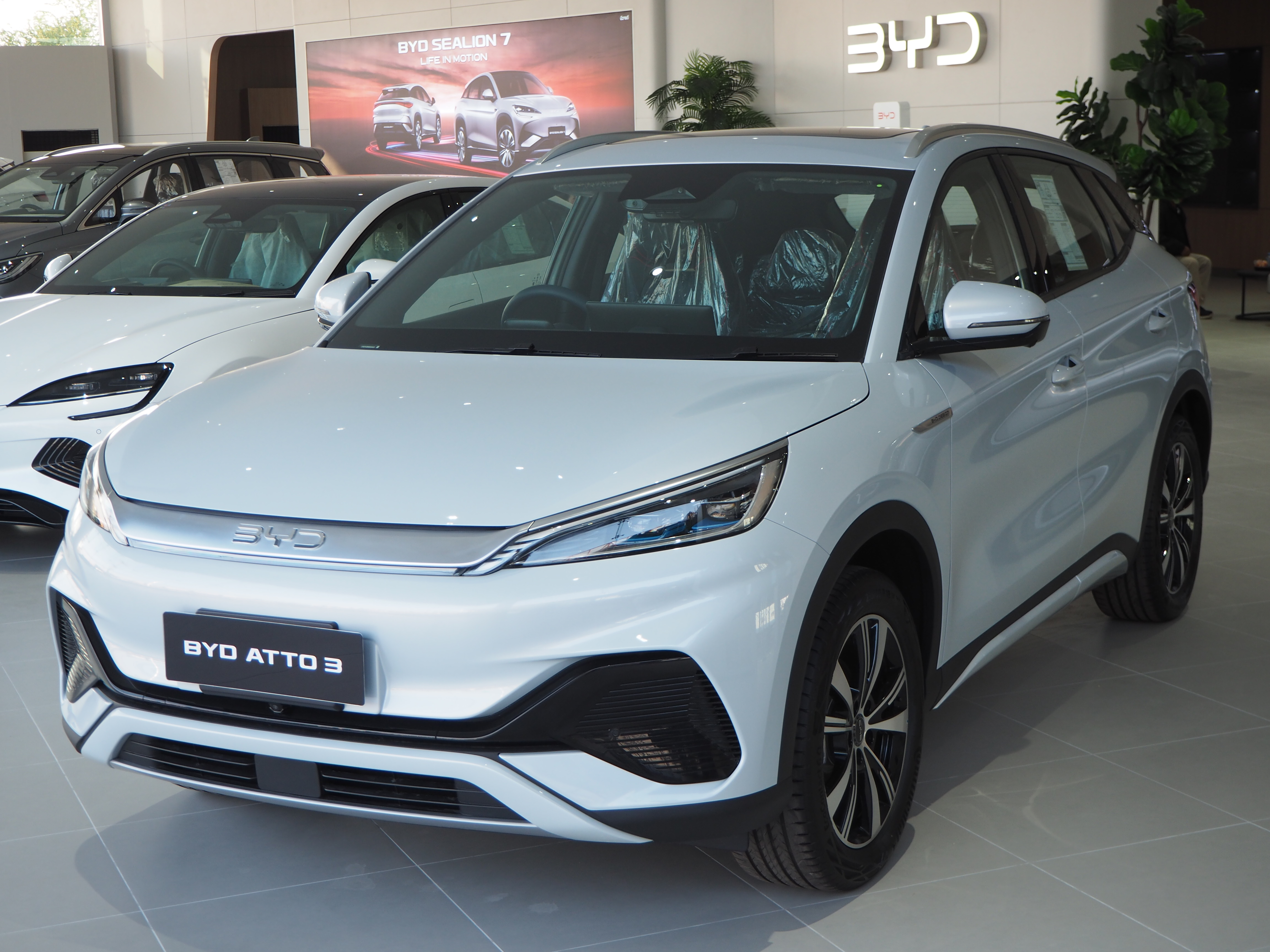
2025最新款

## 规格
元Plus配备150kW前轮驱动电动机产生310n·m扭矩为 ，由比亚迪专有的磷酸铁锂刀片电池供电。 它提供两种电池组选项——49.92千瓦时单位可行驶430km在中国轻型汽车测试循环 (CLTC) 驾驶循环下行驶345km或在WLTP标准下，续航里程为 60.48；电池组额定容量为510km千瓦时（CLTC）或420km（WLTP）。

该车采用400伏电气架构，最大支持7伏交流充电（2型）kW（标准）或11kW（选项）以及直流快速充电（CCS2），最高充电速率为 70kW（标准范围）或 80千瓦（扩展范围）。 在80kW的情况下，45分钟内即可完成从0％到80％的充电。

### 动力传动系统
| 类型     | 电池                  | 布局 | 电动机       | 功率             | 扭矩                            | 0—100 km/h（0—62 mph）（宣称） | 里程（宣称）     | 里程（宣称）     | 里程（宣称）     | 日历年           |
| 类型     | 电池                  | 布局 | 电动机       | 功率             | 扭矩                            | 0—100 km/h（0—62 mph）（宣称） | CLTC             | NEDC             | WLTP             | 日历年           |
| -------- | --------------------- | ---- | ------------ | ---------------- | ------------------------------- | ------------------------------ | ---------------- | ---------------- | ---------------- | ---------------- |
| 标准范围 | 49.92 kWh LFP刀片电池 | FWD  | 永磁同步电机 | 150 kW（201 hp） | 310 N·m（31.6 kg·m；229 lb·ft） | 7.9秒                          | 430 km（267 mi） | 410 km（255 mi） | 345 km（214 mi） | 2022–至今        |
| 标准范围 | 50.25 kWh LFP刀片电池 | FWD  | 永磁同步电机 | 150 kW（201 hp） | 310 N·m（31.6 kg·m；229 lb·ft） | 7.9秒                          | 430 km（267 mi） | 410 km（255 mi） | 345 km（214 mi） | 2024–至今 (泰国) |
| 扩展范围 | 60.48 kWh LFP刀片电池 | FWD  | 永磁同步电机 | 150 kW（201 hp） | 310 N·m（31.6 kg·m；229 lb·ft） | 7.3秒                          | 510 km（317 mi） | 480 km（298 mi） | 420 km（261 mi） | 2022–至今        |
| 参考:    |                       |      |              |                  |                                 |                                |                  |                  |                  |                  |

## 市场

### 中国
元Plus于2022年2月在中国正式发布。作为比亚迪“王朝系列”的一部分，元Plus通过王朝网经销商进行销售。2023年9月，元Plus冠军版上市销售。它推出了价格降低和附加设备，例如加热和通风前排座椅、隐私玻璃和360度摄像头视图的透明渲染。

### 澳大利亚
Atto 3于2022年8月在澳大利亚上市，并于2022年9月开始交付。有两种变体可供选择：标准范围和扩展范围。2022年10月，由于不符合《澳大利亚设计规则》，Atto 3的后排中间座椅缺少适合儿童座椅的顶部系绳，导致“停止交付”通知生效，导致交付延迟。 经过四周的暂停后，交付于2022年11月恢复，并进行了修改以满足合规要求。2024款车型进行了小幅改进并降低了价格，于2024年7月上市销售。

### 新西兰
在新西兰，Atto 3提供REV定制版Tachyon，并配有附加配件。

### 欧洲
Atto 3于2022年10月在德国上市。在英国，该车于2023年3月开始销售，有三个装饰级别：Active、Comfort和Design。
2023年7月，Atto 3成为瑞典最畅销的电动汽车，击败了大众ID.4和特斯拉Model Y等其他热门汽车。 

### 亚洲

#### 印度
Atto 3于2022 年11月在印度上市。该车在印度钦奈附近的一家公司工厂进行组装。 

#### 印度尼西亚
Atto 3于2024年1月与海豚和海豹一起在印度尼西亚上市，这是比亚迪进军印度尼西亚乘用车市场的一部分。 售价将于2024年2月的第31届印度尼西亚国际车展上公布，它有高级版（49.9千瓦时）和卓越版（60.4千瓦时）两种型号。 

#### 以色列
Atto 3于2022年9月在以色列上市。到2022年底，它已经成为以色列销量第三的电动车。到2023年第一季度，它成为以色列最畅销的电动汽车。 

#### 日本
Atto 3于2023年2月在日本上市，是比亚迪在日本推出的首款车型，并于3月开始交付。   

#### 韩国
Atto 3于2025年1月在韩国上市，是比亚迪在韩国推出的第一款车型。 

#### 马来西亚
Atto 3于2022年12月在马来西亚发布，有两种型号：标准型和扩展型。 Deliveries started in January 2023.Atto 3周年限量版于2023年12 推出，以庆祝该品牌进入该国一周年，限量500台。2024年5月，Atto 3在马来西亚获得了更新。

#### 泰国
Atto 3于2022年10月在泰国上市，有两种型号：标准型和扩展型。上市一个月后，比亚迪就接到了1万份该车型订单。2024款Atto 3于2024年2月和3月推出。标准续航里程车型分为动态版和高级版两个级别，并配备容量稍大的50.25千瓦时电池，符合2024年更新的规定，可获得针对电池容量大于50千瓦时电动汽车的10万泰铢电动汽车补贴。
2025年1月，本地组装车型以较低的价格上市销售。增程型车型采用新设计的18英寸合金轮毂。 

#### 文莱
Atto 3于2023年7月在文莱上市，仅有Superior型号（60.48 kWh电池，480公里范围）。

#### 菲律宾
Atto 3于2023年11月在菲律宾上市，有两种型号：Dynamic（49.9 kWh 电池，410公里续航里程）和Premium（60.48千瓦时电池，480公里范围）。

#### 新加坡
Atto 3于2022年7月在新加坡上市，有两种型号：100千瓦和150千瓦。这种区别是为了满足不同授权证书类别的要求。它是2024年第一季度全新最畅销的汽车

#### 越南
作为比亚迪进军越南市场的一部分，Atto 3于2024年7月18日与海豚和海豹一起在越南推出。它有Dynamic（49.9 kWh）和Premium（60.4 kWh）两种型号。

### 拉丁美洲

#### 巴西
元Plus于2022年11月在巴西上市，采用 60.48千瓦时电池。

#### 哥斯达黎加
元Plus于2022年7月在哥斯达黎加上市。该国提供两种车型，GL车型电池容量为49.92续航里程为200公里，在驾驶循环下，里程为60.48英里，全套附加GS装饰功能千瓦时电池，续航里程为480公里，久而久之也属于NEDC。

### 南非
Atto 3于2023年6月29日在南非上市，作为比亚迪进军南非市场的一部分，有两种车型可供选择。

## 评价
在2023年3月发表的一篇评论中，杂志《Top Gear》给这款车打了7/10分，并指出“总体而言，我们印象深刻[...]它在大多数情况下驾驶起来都不错[...]虽然说起来有点令人沮丧，但在这个级别中[，]“不错”已经是最好的了”，同时指出它的刹车很松，行李箱空间很小。该媒体还记录了0—62 mph（0—100 km/h）加速时间为7.3秒。英国《汽车快报》评论称，“比亚迪在刹车方面做得很好”。 《汽车》杂志指出，Atto 3支持直流快速充电，但充电速度最高可达88千瓦，这意味着充电30-80%需要大约29分钟。2023年3月，媒体《Fairfax Media》授予Atto 3“2023年度最佳70,000美元以下电动车”奖，因为它价格实惠、舒适、宽敞且性能出色。该出版物指出，Atto 3的轮胎性能不佳、“P”停车按钮不直观，车道保持辅助系统不够完善，评分为7.1/10。出版物《Paul Tan》评论说，Atto 3的座椅是“我们坐过的最舒适的椅子之一”。《Autocar India》杂志称，由于轴距长、配有天窗，该车空间宽敞，车厢面板制作精良。

## 安全性
在2022年的测试中，Atto 3在歐盟新車安全評鑑協會中获得5星评级。
| 歐盟新車安全評鑑協會评分（2022年） |         |
| 总体评价                           | 5/5颗星 |
| 成人乘客                           | 91%     |
| 儿童乘客                           | 89%     |
| 老弱病残孕                         | 69%     |
| 安全辅助                           | 74%     |

## 奖项
- 2022年新西兰年度汽车[68][69]
- 2023年VAB年度家庭用车[70]
- 2022年《海峡时报》年度汽车[71]
- 《以色列体育5》年度最佳汽车[72]
- 2022年泰国最佳电动SUV[72]
- 2023年度70,000美元以下最佳电动汽车[73]

## 销售和生产
在上市后的前十个月中，2022年元Plus全球共售出202,018辆，占比亚迪同期纯电动汽车销量的25%。2023年上半年，全球销量为201,505台。2023年9月，全球产量达到50万辆。
| 年份 | 销量    | 销量   | 销量   | 销量     | 销量   | 销量       | 销量  | 销量  | 销量 | 销量   | 总产量  |
| 年份 | 中國    |        | 新西兰 | 马来西亚 | 泰國   | 印度尼西亞 | 印度  | 巴西  |      | 以色列 | 总产量  |
| ---- | ------- | ------ | ------ | -------- | ------ | ---------- | ----- | ----- | ---- | ------ | ------- |
| 2022 | 190,411 | 2,113  | 1,685  | 33       | 312    |            |       |       | 158  | 3,704  | 202,058 |
| 2023 | 309,835 | 11,042 | 3,171  | 3,157    | 19,214 |            | 2,078 | 1,756 |      | 14,244 | 412,202 |
| 2024 | 275,223 | 5,751  |        | 2,969    | 7,747  | 3,291      |       | 2,868 |      | 10,607 | 309,536 |